# 3 월드 트레이드 센터 (9.11 테러 이전)
3 월드 트레이드 센터(3 World Trade Center) 또는 메리어트 월드 트레이드 센터(Marriott World Trade Center)는 미국 뉴욕주 뉴욕 시 맨해튼 구에 있던 세계 무역 센터에 부속된 호텔 건물이다. 세계 무역 센터의 3번째 건물이었으며, 약칭으로 3WTC이라는 별칭이 있었다, 지상 22층, 73m짜리 4성급 호텔로 건설되었다.
1981년 개장 당시부터 1993년 폭탄 테러 이전 까지는 비스타 인터내셔널 호텔 소속이었으며, 이후 1994년 메리어트 호텔로 매각된 뒤 메리어트 호텔로 재개장하여 2001년까지 운영했다.
2001년 9월 11일, 9.11 테러로 세계 무역 센터 쌍둥이 빌딩이 무너져 내리면서 3 WTC를 덮쳐, 완파되었다.

## 역사

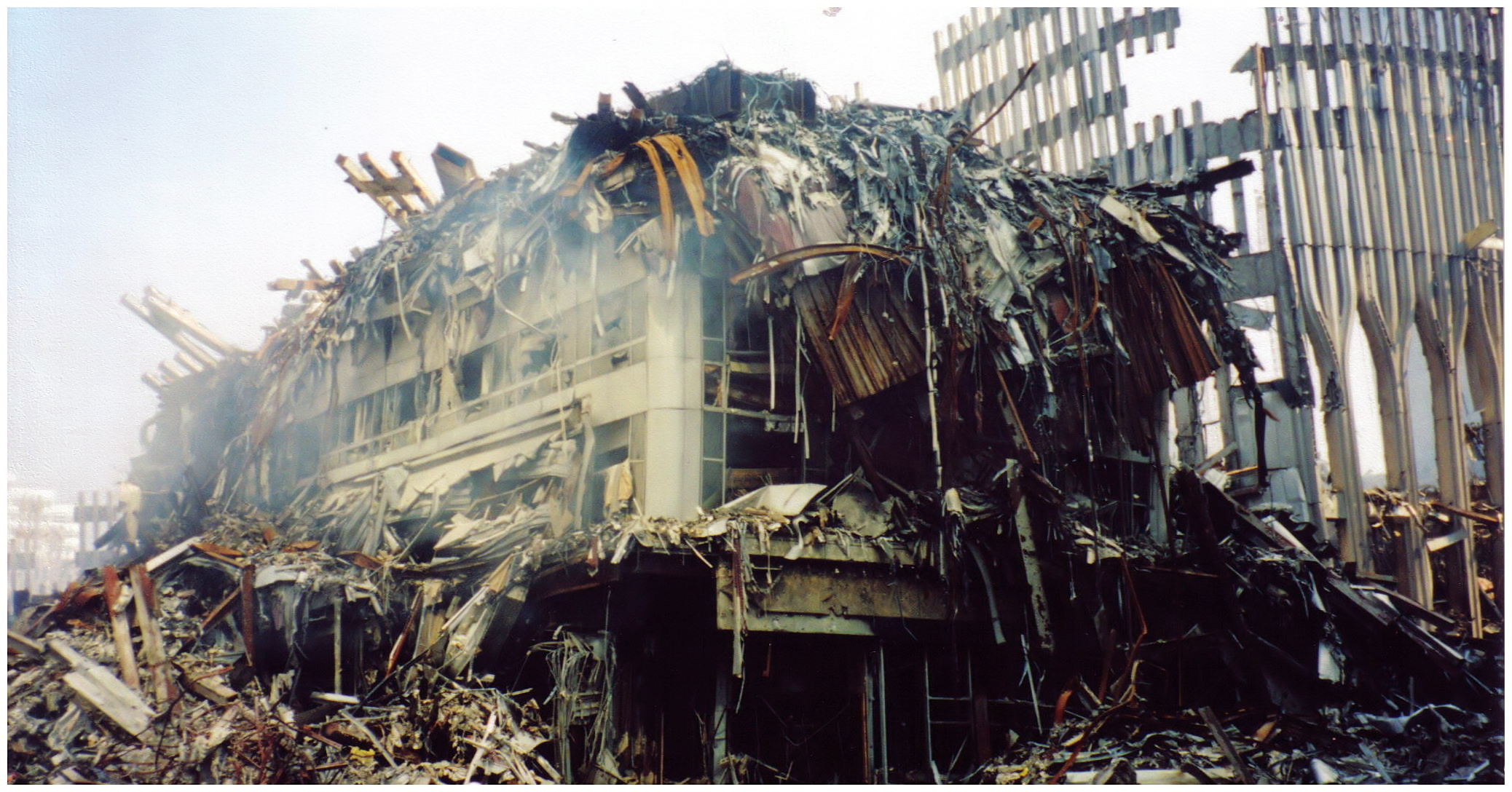
잔해가 덮쳐져 파괴된 메리어트 호텔.

초기 1969년 세계 무역 센터 건립 당시에는 건설하지 않았던, 단지 구상만 되었던 호텔이었으나, 1978년 8월 16일 뉴욕 항만청은 450개의 객실을 가진 호텔 건립을 정식적으로 발표하면서 1979년 본격적으로 착공에 들어갔다.
건설 도중 825개로 객실을 늘리기로 하고 2년 만인 1981년 완공 후, 1981년 5월 개장했다.
1981년 개장 후부터 1993년 2월 26일까지는 비스타 인터내셔널 호텔 소유의 비스타 호텔이었으나, 1993년 2월 26일 1WTC 건물 지하 2층 주차장에서 폭탄 테러가 발생하면서 호텔 지하부 역시 큰 피해를 입게 되었고, 이 때부터 무기한 영업 중단에 들어간 비스타 호텔 측은 1994년초에 메리어트 호텔로 이 건물을 매각했다.
이후 1994년 11월 1일 메리어트 세계 무역 센터라는 명칭으로 재개장 한 후부터는 2001년 9월 11일까지 세계 무역 센터의 호텔로 역할을 맡았으며, 9월 10일, 11일 당일에는 전 객실이 매진되어있을 정도로 호황을 맞았다. 그러나 2001년 9월 11일 8시 46분경, 1번 건물에 아메리칸 항공 비행기가 충돌하면서 비행기의 랜딩 기어가 호텔 옥상으로 떨어졌고, 이어 옥상부에 화재가 발생하여 건물 전역에 대피명령이 떨어지게 된다. 그러다가 9시 59분경 2WTC 건물이 붕괴되면서 호텔을 덮쳐, 건물의 가운데 부분이 붕괴되었고, 이어 1WTC 건물이 붕괴되면서 역시 호텔을 덮쳐, 건물이 완파되었다.

## 건물의 구성
3 WTC는 지상 22층, 지하 5층, 73m의 호텔 건물로 내부는 4성급 호텔 객실 826개로 채워졌다.
자세한 층별 구성은 다음과 같다.
| 층수  | 구성                    |
| ----- | ----------------------- |
| 22    | 기계실, 수영장          |
| 20~21 | VIP 객실, 피트니스 클럽 |
| 4~19  | 일반 객실               |
| 2~3   | 컨밴션 홀               |
| 1     | 로비(Lobby)             |
| B2~B1 | WTC 몰                  |
| B4~B3 | 지하 주차장, 기계실     |

## 현재
3 월드 트레이드 센터가 있던 자리에는 현재 'South Pool'이라고 하는 구 세계무역센터 자리에 마련한 연못이 있다. 현재의 3WTC는 그린위치 가에 지상 80층, 328.9m의 오피스 마천루로 완공되었다

## 같이 보기
- 제 3 세계 무역 센터